# Calappa philargius
Cúm núm Phila (Danh pháp khoa học: Calappa philargius), còn gọi là cúm núm hay cúm, núm biển, cua hộp đeo kính, là một loài cua biển trong họ Calappidae, thuộc chi Calappa. Đây là một trong ba loài cúm núm phân bố ở Việt Nam. Loài vật này thường sống nhiều ở các tỉnh ven biển miền Trung Việt Nam, tuy không có giá trị cao về kinh tế nhưng cúm núm luôn là món ăn ưa thích. 

## Đặc điểm
Cúm núm có hình dáng giống cua biển, ghẹ biển nhưng phần mai có hình tròn, những chiếc chân, càng nhỏ và ngắn hơn trên mu và càng có màu vàng nhạt xen lẫn màu đà, 2 càng to gồ ghề, hơi dẹp, thân có màu vàng nhạt điểm chấm nâu. Mỗi bên thân mai của cúm núm có 1 gai nhọn nhô ra. Kích cỡ lớn nhất khoảng bằng 4 ngón tay của người lớn. Tuy mình cúm núm ít thịt, thịt chủ yếu ở hai cái càng nhưng lại thơm ngon đậm đà, cúm núm chắc, có nhiều gạch là trong khoảng thời gian từ giữa mùa đông đến ra giêng.
Núm biển trông rất giống cua, điểm khác nhau cơ bản là con núm có chiếc càng to nhưng tám que nhỏ hơn, phần thân mảnh mai hơn. Độ ngọt đậm đà tuy không bằng cua nhưng so sánh với ghẹ thì hơn, đặc biệt là cặp càng. Một ưu điểm nữa là loại hải sản này không những bổ dưỡng, giàu calci. Vỏ cứng, mai màu xám lốm đốm nâu, dưới bụng trắng ngà, càng và que vàng nhạt.

## Trong ẩm thực

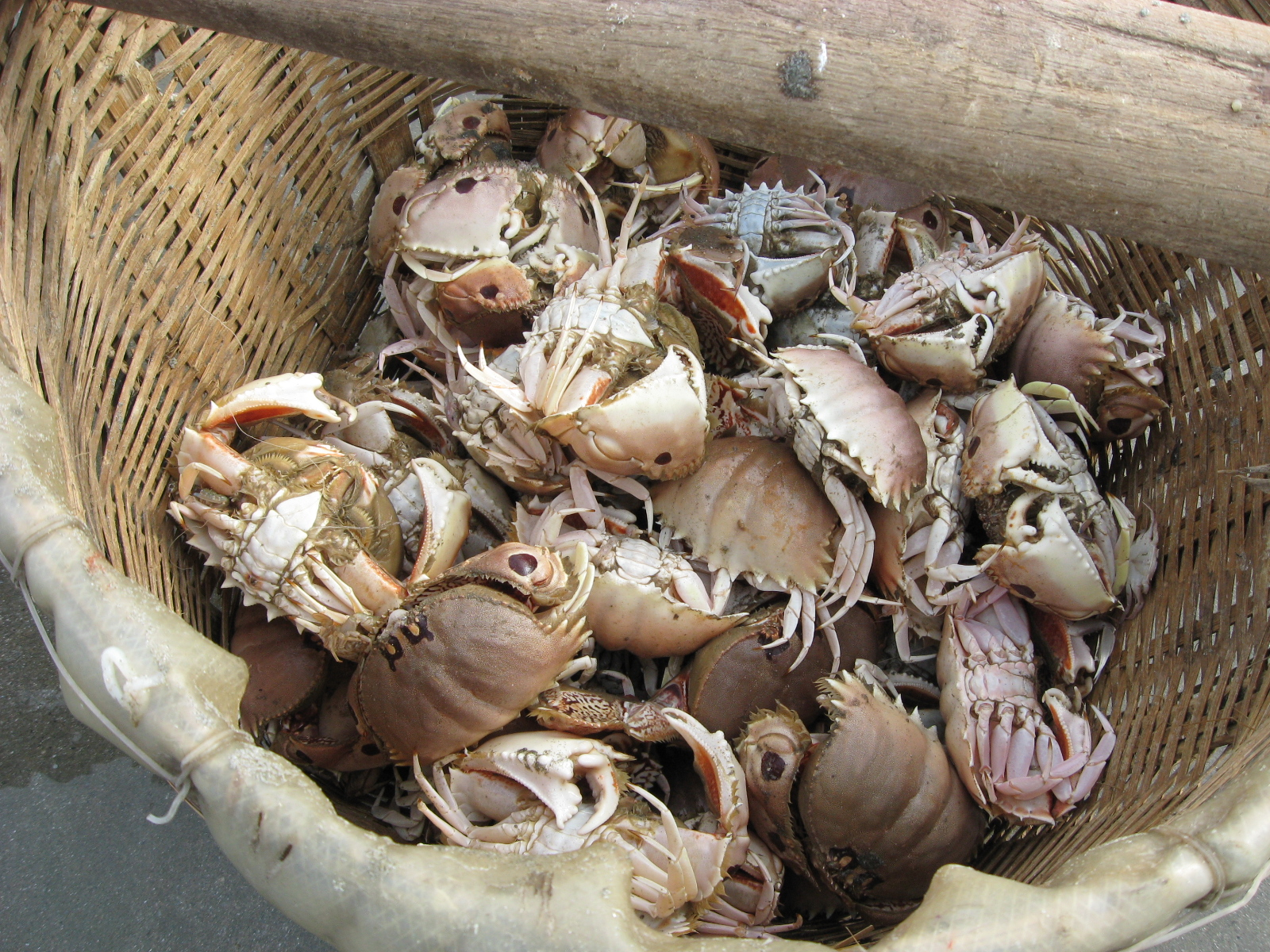
Cúm núm ở vùng Mũi Né, Việt Nam

Cúm núm có thể chế biến thành nhiều món ăn ngon như: Rang me, nướng, hấp. Thông thường món cúm núm hấp sả ớt được người dân ưa chuộng nhất vì vừa ngon vừa đơn giản. Cúm núm khác với cua ghẹ, những cái ngoe rất nhỏ và mềm nên phải dùng chiếc đũa đâm vào phần dưới yếm để tách ra. Phần mu của cúm núm chứa đầy gạch, gỡ ra Cúm được tách mai, vặt hết càng và que sau khi đã rửa sạch. Bắc chảo với một ít dầu lên bếp, đợi nóng thì bỏ cúm vào rang với muối.
Cúm núm sinh trưởng nhiều và ngon nhất là trong khoảng thời gian từ đầu mùa xuân đến hết hè. Đây là lúc những con cúm cho thịt chắc, ngọt và có nhiều gạch đầy hấp dẫn. Cúm núm sống ven biển gần bờ nên đánh bắt chúng khá dễ, chỉ cần thả mồi dụ chúng bu lại thành đàn là có thể dùng vợt xúc, hoặc canh những con cúm theo sóng biển tràn lên bờ, khi sóng rút chúng đùn xuống cát, nhanh tay moi cát là dễ dàng bắt được. Đến mùa cúm múm, hầu hết ngư dân hành nghề lưới cước ở các xã ven biển huyện Bình Sơn đều đánh bắt, song nhiều nhất là ngư dân hành nghề lưới ghẹ.